# Maroš Kováčik
Maroš Kováčik (ur. 4 czerwca 1978 w Łuczeńcu) – słowacki koszykarz, występujący na pozycjach rozgrywającego lub rzucającego obrońcy, po zakończeniu kariery zawodniczej – trener koszykówki, obecnie trener GTK Gliwice.
W grudniu 2016 został trenerem CCC Polkowice. 2 maja 2017 podpisał umowę z rosyjską Nadieżdą Orenburg.
20 sierpnia 2019 został trenerem żeńskiej kadry Polski.
27 stycznia 2022 objął stanowisko trenera GTK Gliwice.

## Osiągnięcia

### Drużynowe
- Mistrzostwo:
  - Polski kobiet (2018, 2019)
  - Słowacji kobiet (2012¹, 2013–2016)
- Puchar:
  - Polski kobiet (2019)
  - Słowacji kobiet (2012¹, 2013–2016)
- 4. miejsce w Eurolidze kobiet (2013)

### Indywidualne
(* – nagrody przyznane przez eurobasket.com)
- Trener roku:
  - Euroligi (2013)[3]
  - ligi słowackiej (2015)*
  - PLKK (2019)
  - Słowacji (2013)[1]
  - słowackich drużyn młodzieżowych (2012)[1]

¹ – jako asystent